# Taková ztráta krve
Taková ztráta krve (1960) je hra Jiřího Suchého. Měla premiéru 12. října 1960, ale po několika měsících byla zastavena cenzurou a upravená obnovena nedlouho poté. Zásadnější změnou v nové verzi byl jiný konec hry. V době hraní Takové ztráty krve také Semafor přišel o sál Ve Smečkách a stal se kočovným divadlem. Střídal v Praze 14 míst a hrál tam, kde bylo ten večer právě volno. Takto kočovat nebylo možné s dekorací Běly Novotné a tak vznikla jednodušší verze.
V představení hrál Orchestr Ferdinanda Havlíka v obsazení Ferdinand Havlík – klarinet, altsaxofon; Jaroslav Štrudl – sopránsaxofon; Lubomír Pánek – vibrafon; Vladimír Hora – kontrabas; Karel Růžička – klavír; Jiří Kysilka – bicí.

## Děj
Do malého města Chlebodary přichází nový knihkupec František. Seznamuje se zde s místním chuligánem Harrym Bedrnou, učitelem, školníkem a redaktorem Chlebodarských obzorů. Redaktor zrovna v tu dobu chce napsat oslavný článek o holiči Vlastimilu Drábkovi, slušném mladém muži, ze kterého by mohl být dobrý vzor pro mládež. Kontaktuje proto jeho bývalého učitele, který dojatě vzpomíná na to, jak čistě Drábek myl tabuli, nedal nikomu opsat, hlásil darebáky či vylovil s nasazením života třídní knihu z řeky, do které ji hodil ničema Kilián. Přijde ale školník a oznámí jim, že Drábek zmizel. Učitel se po něm rozhodne pátrat, pátrají také ale František s Harrym, napřed v Drábkově kadeřnictví, kde objeví podezřelou hromádku slámy. Zatímco se ale učitel a redaktor opíjejí v podniku Šumavan (přestože oba dbají o svoji pověst spořádaných mužů a abstinentů), o kterém si učitel kvůli řadě nedorozumění myslí, že jde o vykřičený dům, školník a po něm i Harry s Františkem najdou Drábka ve školním kabinetu (od kterého učitel ztratil klíč). Nakonec se vysvětlí, že Drábek se řízl břitvou a zděsil se, když z něj nezačala téct krev, ale z rány padala sláma. Vzor šlechetnosti tak je jen vycpaným panákem. Navíc od tohoto zjištění pořád vidí kolem sebe koně. Zašel tedy za učitelem a ten ho zamknul v kabinetu, dokud se mu nepodaří ho vyléčit. Na samém konci hry se ale Drábek přece jen přes svoji pověst slušňáka mírně vzbouří proti učiteli a z rány, kterou mu zkusmo zasadí František, začne prýštit krev.
V původním konci hry, po několika reprízách upraveném kvůli připomínkám cenzury a recenzentů, Drábek po osobní vzpouře učiteli, kterému napíše vyčítavý dopis, jak do něj od mládí vštěpoval nejušlechtijelší ideály (a chtěl na něm ukázat, jak krásná generace může vyrůst), podřízne břitvou školníka a zmizí. Pak se koná soud a prokurátorem je mrtvý školník. Hra poté končí, protože „komedie vždycky končí tam, kde přestává legrace“.

## Obsazení
| Waldemar Matuška                                              | Harry Bedrna        |
| Jiří Suchý                                                    | knihkupec František |
| Václav Štekl                                                  | učitel              |
| Jiří Sehnal / Viktor Maurer / Jiří Sýkora                     | redaktor            |
| Eva Pilarová / Pavlína Filipovská                             | Zdeňka              |
| Marie Poslušná / Pavlína Filipovská                           | Vladislava          |
| Zdeněk Braunschläger                                          | školník             |
| Karel Štědrý / Rostislav Černý / Jiří Hrzán                   | Vlastimil Drábek    |
| Renata Tůmová / Vladimír Hrabánek                             | kůň                 |
| Zuzana Vrbová / Helena Lukasová                               | Zuzanka             |
| Josef Koníček, Miroslav Hodan, Marcela Berounská, Běla Veselá | tanečníci           |

## Seznam písniček
- Pondělní blues
- Sluníčko
- Mám rád všechno co se červená
- Byl jeden dudák
- Třešně
- Píseň o koni
- Klokočí
- Jsem děvče nevzhledné
- Píseň kariéristy
- Melancholické blues
- Jazz, jazz, jazz
- Zlodějská
- Marnivá sestřenice
- Nalijte mi za korunu rumu
- Žít život bez problémů
- Krev patří nám
- Sup a žluva (v původní verzi)

Pro představení Suchý se Šlitrem také složili píseň Prvotřídní sonety, nakonec se tam ale neobjevila.

## Zvukové záznamy hry
- nahrávka patrně z konce sezony 1960/1961
  - Divadlo Semafor 1959 - 1969, Supraphon, 1978 (výběr 6 tracků, z toho 4 písniček)
  - Taková ztráta krve, Zuzana je zase sama doma, Bonton, 2000 – 15 tracků (16 písniček)

## Knižní vydání textu hry
- Semafor, Československý spisovatel, 1964, 2. vydání 1965
- Encyklopedie Jiřího Suchého, svazek 9, divadlo 1959–1962, Karolinum a Pražská imaginace, Praha 2002: s. 79–133.

### Úryvky
- sborník Začalo to Redutou
- To nejlepší z Jiřího Suchého, Scéna, Praha 1990: s. 135 – Jak se pan učitel šel navečeřet do hotelu Šumavan
- závěr původní verze: Encyklopedie Jiřího Suchého, svazek 9, divadlo 1959–1962, Karolinum a Pražská imaginace, Praha 2002: s. 272–278.